# Formuła Baltic
Formuła Baltic – seria wyścigowa, organizowana w krajach bałtyckich w latach 2001–2011.
W ramach mistrzostw rozgrywano serię główną oraz lokalne kategorie.

## Mistrzowie
| Sezon | Kierowca           | Zespół         | Samochód                         |          |
| ----- | ------------------ | -------------- | -------------------------------- | -------- |
| 2001  | Jaak Pipar         | ARSK           | Estonia 26-VW                    |          |
| 2002  | Ramūnas Čapkauskas | Gardėsis       | Dallara F394                     |          |
| 2003  | Ramūnas Čapkauskas | Gardėsis       | Dallara F394                     |          |
| 2004  | Urmas Uusneem      | MKE Motorsport | Dallara                          |          |
| 2005  | Jegor Popov        | Saksa Auto AMK | Dallara F394                     |          |
| 2006  | Kristo Ebras       |                | Dallara F394                     |          |
| 2007  | Toomas Kallasmaa   |                | Reynard 893                      |          |
| 2008  | Toomas Kallasmaa   | Yellow Racing  | Reynard 893                      |          |
| 2009  | Erko Vallbaum      | MKE Motorsport | Tatuus FR2000-Renault Bowman BC4 |          |
| 2010  | odwołano           | odwołano       | odwołano                         | odwołano |
| 2011  | Toomas Kallasmaa   | ProREX Racing  | Reynard 893                      |          |

### Lokalne edycje
| Sezon | Litwa              | Łotwa          | Estonia            |          |
| ----- | ------------------ | -------------- | ------------------ | -------- |
| 2001  | Ramūnas Čapkauskas | Lauris Vīgants | Sten Pentus        |          |
| 2002  | Ramūnas Čapkauskas | Sten Pentus    | Sten Pentus        |          |
| 2003  | Ramūnas Čapkauskas |                | Erko Vallbaum      |          |
| 2004  | Ramūnas Čapkauskas |                | Urmas Uusneem      |          |
| 2005  | Ramūnas Čapkauskas |                | Jegor Popov        |          |
| 2006  |                    |                | Ramūnas Čapkauskas |          |
| 2007  |                    |                | Toomas Kallasmaa   |          |
| 2008  |                    |                | Toomas Kallasmaa   |          |
| 2009  |                    |                | Erko Vallbaum      |          |
| 2010  | odwołano           | odwołano       | odwołano           | odwołano |
| 2011  |                    |                | Toomas Kallasmaa   |          |